# Virtus Francavilla Calcio
El Virtus Francavilla Calcio es un club de fútbol de Italia, con sede en Francavilla Fontana, en la región de Apulia. Fue fundado en 1946 y refundado en 2014. Compite en la Serie D, cuarta categoría del fútbol italiano.

## Historia
En 1946 fue fundado el A.S.D. Francavilla Calcio. En 2014 nació el Virtus Francavilla Calcio, al fusionarse del histórico Francavilla Calcio con el G.S.D. Virtus Francavilla, fundado en 2011. En su primera temporada, finalizó en el primer puesto en la Eccellenza Apulia y subió a la Serie D. Además, ganó la Coppa Italia Dilettanti (Copa Italia Amateurs). En la temporada 2015/16, al ganar el Grupo H de la Serie D, el club ascendió a la Lega Pro y por primera vez él abandonó las ligas aficionadas de Italia.

## Palmarés

### Torneos interregionales
- Serie D (1): 2015-16 (Grupo H)
- Copa Italia de la Serie D (1): 2014-15

### Torneos regionales
- Eccellenza Apulia (2): 2007-08, 2014-15
- Promozione Apulia (1): 1985-86
- Copa Italia de Aficionados Apulia (1): 2002-03, 2006-07, 2007-08, 2014-15